# 낭트 대성당
낭트 대성당 또는 생피에르와 생폴 대성당 (Cathédrale Saint-Pierre-et-Saint-Paul de Nantes)은 프랑스 페이드라루아르의 낭트에 위치한 로마 가톨릭 교회 교회당이다. 전통적인 고딕 건축 양식으로 지어졌다. 1434년 로마네스크 양식의 대성당 터에 착공이 되어, 457년이 들어, 1891년에 완공되었다.

## 배경
낭트 대성당 재건은 낭트와 브르타뉴가 무역으로 번창하던 시기인 15세기 초와 중반에 시작되었고, 대규모 건축 계획으로 시작되었는데, 잉글랜드와의 분쟁과 정치적 혼란 속에서 장 5세의 우발적인 외교적 정책에 부분적으로 기인한 것이였다.